# Losonci család
A Losonci család a besenyő eredetű Tomaj nemzetségből származó család, amely a losonci Bánffy családdal közös tőről ered. Eredetileg Szolnok megyében volt birtokos. Ősük, Dénes nádor a Nógrád megyei Losoncot a 13. század első negyedében kapta. Több országos tisztséget is viseltek: a 14. században István a székelyek ispánja, majd horvát és szlavón bán volt. Fia Szörényi és dalmáciai bán volt, és Arad megyében kapott további birtokokat. László erdélyi vajda és Mária királynő diplomatája volt. 1552-ben Losonci István védelmezte Temesvárt a török ellen. A nehéz küzdelemhez felesége, Pekri Anna Somoskő várából küldött segítségül fegyvereket, de ezt útközben elkobozták és Losoncit a törökök tőrbe csalták. Halálával családja is kihalt.

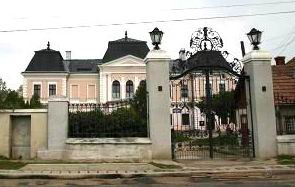
A válaszúti Losonci Bánffy-kastély

- Losonci
- Losonci Bánffy
- Losonci Dezsőfi

## Az eddig ismert családfa[1]
Losonczy Dénes
- A1 Tamás székely ispán
  - B1 Mihály
  - B2 Tamás
    - C1 István
    - C2 Dénes, horvát-dalmát bán, zólyomi főispán, 1.neje: Felsőlendvai Széchy Ilona; 2.neje: Gönyűi vagy Genyő[2] Anna
      - D1 Péter
      - D2 László, 1.neje: Alsólendvai Bánffy Sára 2.neje: Rad Katalin 3.neje: Kusaly Jakcs Katalin Losonci Bánfi család alapítója. Lásd még: Bánffy család
      - D3 György

  - B3 István, neje: Domoszlói Erzsébet
    - C1 László, horvát bán
      - D1 Zsigmond 1.neje: Szécsényi Dorottya, 2.neje: Kusaly Jakcs Krisztina
        - E1 László
        - E2 Margit

      - D2 Dénes
        - E1 István
        - E2 Miklós
        - E3 János
        - E4 Albert, neje: Széchenyi Hedvig vagy Zéchényi Adviga[2])
          - F1 László, erdélyi vajda, tárnokmester, neje: Várdai Katalin
            - G1 Zsigmond, zászlós úr, 1. neje: Dóczy Judit, 2. neje: Homonnay Drugeth Borbála[3]
              - H1 Antal főpohárnok neje: Báthory Klára
                - I1 Klára férje: Homonnay I. Gáspár
                - I2 Dorottya férje: Kisvárday Miklós

              - H2 Farkas
              - H3 Anna
              - H4 István, (+1552), nógrádi főispán, temesvári kapitány neje: Pekry Anna
                - I1 Anna (1553 – Szomolya, 1595. február 22.) 1. férje: Báthory Miklós, 2. férje: Ungnad Kristóf, 3. férje: Forgách Zsigmond
                - I2  Fruzsina (*1544)

              - H5 László

          - F2 István

        - E5 Zsófia

      - D3 László
      - D4 Katalin, 1. férje: Pásztói János 2. férje Jolsvai György

    - C2 István, macsói bán, neje: Mikolai Orsolya
    - C3 Albert
    - C4 György

  - B4 Katalin
- A2 István, szörényi bán
- A3 Dezső, (1319-1348), Losonczy-Dezsőfy család alapítója
  - B1 László,  Erdélyi vajda, Székelyispán, (+1391/1392)
    - C1 János, (1393-1399)

  - B2 Dénes, (1347-1381)
  - B3 Mihály, (1357-1382)
  - B4 Miklós, Székelyispán, (+1396/1398)
    - C1 István, (1398-1413); neje:  Pásztói Katalin
      - D1 Miklós, (*1427)
      - D2 László, (+1467/1468); neje: Kusaly Jakcs Katalin (*1449)
        - E1 Zsófia, (*1499); férje: Szobi Mihály

      - D3 Benedek, (+Rigómező, 1448)

    - C2 János, (1405-1431); neje: Csáky Katalin (1429-1468)
      - D1 János, (+1468/1473); neje: Pásztói Hedvig
      - D2 Mihály, (1439-1441)
        - E1 Mihály, (+1494/1495); neje: Szentgyörgyi Julianna grófnő (1487-1494)
          - F1 János, (+1503/1504)
          - F2 Imre, (1491-1495)
          - F3 Erzsébet, (1494-1520); férje: Várkonyi Amade István (1486-1526)
          - F4 Szabina, (*1494)

        - E2 Anna, férje: Rozgonyi István, Temesi főispán (+1440)

      - D3 Ferenc, (*1445)
      - D4 Dezső, Erdélyi vajda, (+1456)
        - E1 László, (1451-1467) Asztalnokmester, neje: Katalin?
        - E2 Zsigmond, (1456-1470); neje: Katalin?
          - F1 Ferenc, (+1468/1475)
- A4 Klára

## Jelentősebb személyek
- Losonci István
- Losonci Anna

## Külső hivatkozások
- Lossonczy család
- Losonczi family